# Сукин сын (фильм)
«Сукин сын» (англ. S.O.B.) — кинокомедия американского режиссёра Блейка Эдвардса, высмеивающая голливудские нравы. Снята компанией Lorimar Television, представлена в прокате 1 июля 1981 студией Paramount Pictures.

## Сюжет
Голливудский постановщик Феликс Фармер (Ричард Маллиган), специализирующийся на мюзиклах, в которых снимается его жена Салли Майлз (Джули Эндрюс), звезда жанра, в прошлом приносил кинокомпании Capitol Studios большие прибыли, но его последняя работа «Ночной ветер» с треском проваливается в первые дни проката, и студия решает порезать фильм, надеясь хоть что-то заработать на сокращенной версии.
Жена подает на развод, режиссёр впадает в глубокую депрессию, в течение суток несколько раз пытается покончить с собой, после чего друзья решают устроить в его доме секс-вечеринку, чтобы поднять ему настроение.
После того, как целующаяся парочка падает на него, мешая очередной попытке самоубийства, на Фармера сходит озарение: публика устала от слащавых сказок и хочет увидеть на экране пороки и разврат. Режиссёр намеревается переснять ленту, превратив невинный мюзикл в эротический фильм, и предложив зрителям вместо американской мечты «влажную американскую мечту».

## В ролях
| Актёр             | Роль                                                |
| ----------------- | --------------------------------------------------- |
| Ричард Маллиган   | режиссёр Феликс Фармер                              |
| Джули Эндрюс      | звезда мюзиклов, жена Феликса Фармера Салли Майлз   |
| Уильям Холден     | режиссёр, друг Фармера Тим Калли                    |
| Роберт Престон    | врач-шарлатан, друг семьи доктор Ирвинг Файнгартен  |
| Роберт Веббер     | пиар-агент Салли Майлз Бен Куган                    |
| Роберт Вон        | президент Capitol Studios Дэвид Блэкмен             |
| Ларри Хэгмен      | служащий Capitol Studios Дик Бенсон                 |
| Стюарт Марголин   | личный секретарь Салли Майлз Гарри Мердок           |
| Лоретта Свит      | репортёр светской хроники Полли Рид                 |
| Крейг Стивенс     | муж Полли Рид Уиллард                               |
| Мариза Беренсон   | актриса, любовница Дэвида Блэкмена Мевис            |
| Дженнифер Эдвардс | девица, приглашённая Тимом Калли для вечеринки Лила |
| Розанна Аркетт    | подруга Лилы Бэбс                                   |
| Шелли Винтерс     | агент Салли Майлз Ева Браун                         |
| Роберт Лоджа      | адвокат Салли Майлз Эрб Масковитц                   |
| Джон Плешетт      | вице-президент Capitol Studios                      |
| Ларри Сторч       | гуру Салли Майлз Свами                              |
| Пол Стюарт        | агент Феликса Фармера Гарри Сэндлер                 |
| Чарльз Лампкин    | дворецкий                                           |

## Название фильма
Акроним S.O.B., стандартно расшифровывающийся как «сукин сын» (англ. son of bitch), в фильме обозначает сокращение от Standard Operational Bullshit («стандартная оперативная глупость» — жаргонное выражение, обыгрывающее военную формулировку Standard Operating Procedure), а также американского названия секс-индустрии — sexually oriented business. В России фильм демонстрировался по телевидению в 2000-е годы под названием «Сукин сын». В испаноязычных странах и Германии название картины расшифровывалось прокатчиками различными способами.

## Критика
Фильм был принят критикой неоднозначно. Обозреватель The New York Times Винсент Кэнби отметил едкий сарказм постановки и веселый цинизм героя Роберта Престона, и при этом сделал вывод, что «самое главное в „S.O.B.“ не сюжет, но его безудержная, неприкрытая мизантропия».

## Награды и номинации
В 1982 фильм номинировался на «Золотой глобус» и премию гильдии сценаристов как лучшая комедия, Роберт Престон получил награду Национального общества кинокритиков за роль второго плана.
В том же году номинировался на антипремию «Золотая малина» в двух категориях — худший режиссёр и худший сценарий.